# Clarazia
Clarazia is een geslacht van uitgestorven reptielen dat behoort tot de thalattosauriërs. Het leefde in het Midden-Trias (Anisien/Ladinien, ongeveer 240 miljoen jaar geleden) en zijn stoffelijke resten zijn gevonden in Zwitserland.

## Naamgeving
De enige bekende soort Clarazia schinzi is bekend dankzij een enkel fossiel skelet, in 1933 gevonden in de mijn van Val Porina, in de Grenzbitumenzone, aan de Zwitserse kant van de Besano / Monte San Giorgio-afzetting en voor het eerst beschreven in 1936 door Bernhard Peyer. De geslachtsnaam eert de Zwitserse natuurvorser, en Argentijns veefokker, Georges Claraz. De soortaanduiding eert Hans Schinz.
Het holotype is PIMU A/III 211, een skelet met schedel. Andere thalattosauriërs die in dezelfde afzetting zijn gevonden, zijn de raadselachtige Hescheleria rubeli en de bekende Askeptosaurus italicus.

## Beschrijving
Clarazia, ongeveer een meter lang, werd gekenmerkt door een zeer langwerpig lichaam en staart; de benen waren daarentegen kort en het lijkt erop dat de voorpoten iets meer ontwikkeld waren dan de achterpoten. De vingers waren voorzien van lange, sterke klauwen. Over het algemeen leek Clarazia vaag op een kleine krokodil zonder harnas. De schedel was nogal eigenaardig: niet bijzonder langwerpig, had deze een grote, bijna cirkelvormige oogkas en was over het algemeen licht van structuur. De snuit is smal en taps toelopend. Daarentegen was de onderkaak ongewoon massief, praktisch zo hoog als de schedel (en op sommige plaatsen meer dan de bovenkaak). Aan de voorkant van de kaken waren de tanden klein en stomp; dan was er een ruimte (diastema) waarna er grote halfronde tanden waren. Het verhemelte was ook bedekt met een reeks soortgelijke tanden.
De romp telde acht halswervels, tweeëntwintig ruggenwervels, twee sacrale wervels en minstens vierenvijftig staartwervels. De formule van de vingerkootjes is 2-3-4-5-3. De formule van de teenkootjes is 2-3-4-5-4.

## Fylogenie
Clarazia is een vertegenwoordiger van de thalattosauriërs, een groep diapside reptielen die uitsluitend in het Trias leefde, in de verte verwant aan hagedissen. Met name Clarazia lijkt een nogal gespecialiseerde vorm te zijn, vanwege enkele kenmerken zoals het gebit.
Peyer had moeite met de verwantschappen van Clarazia omdat hij ten onrechte aannam dat er geen bovenste slaapvenster aanwezig was. Ook latere onderzoekers vonden de soort vaak raadselachtig wat leidde tot de benoeming van een eigen Clarazisauria.

## Levenswijze
Clarazia was waarschijnlijk een aquatisch reptiel: dit wordt afgeleid uit de verminderde ossificatie van sommige delen van het skelet (voornamelijk de benen) en uit de algemene vorm van het lichaam, langwerpig en met korte benen. De aanwezigheid van goed ontwikkelde klauwen is daarentegen typerend voor landdieren en zou erop kunnen wijzen dat Clarazia zich op het vasteland waagde voor korte uitstapjes; een andere hypothese is dat dit dier zijn lange klauwen gebruikte om te ankeren en langs de zeebodem te bewegen. Naar alle waarschijnlijkheid zwom Clarazia met golvende bewegingen van het lichaam en de staart langs de ondiepe kustwateren op zoek naar voedsel, mogelijk bestaande uit weekdieren met een harde schelp (die vervolgens werden geplet door de bolvormige tanden van Clarazia). Andere reptielen uit de periode die in deze zin gespecialiseerd waren, waren de placodonten, waaronder Cyamodus en Paraplacodus, waarvan de fossielen in dezelfde afzetting zijn gevonden.